# Palpares normalis
Palpares normalis is een insect uit de familie van de mierenleeuwen (Myrmeleontidae), die tot de orde netvleugeligen (Neuroptera) behoort. 
Palpares normalis is voor het eerst wetenschappelijk beschreven door Navás in 1911.